# 勝山市消防本部
勝山市消防本部（かつやまししょうぼうほんぶ）は、福井県勝山市の消防部局（消防本部）。管轄区域は勝山市全域。

## 概要
- 消防本部：福井県勝山市長山町2-2-7
- 管内面積：253.68km2
- 職員定数：40人
- 消防署1カ所
- 主力機械（2020年4月1日現在）
  - 普通消防ポンプ自動車：2
  - 水槽付消防ポンプ自動車：1
  - はしご付消防自動車：1
  - 高規格救急自動車：3
  - 救助工作車：1
  - その他：3

## 沿革
- 1961年 勝山市消防本部・勝山市消防署を設置。
- 1991年 現消防庁舎が落成。

## 組織
- 本部 - 庶務課、予防課、警防課、通信指令室
- 消防署 - 庶務課、予防課、警防課、通信指令室

## 消防署
| 消防署       | 住所        | 出張所 |
| ------------ | ----------- | ------ |
| 勝山市消防署 | 長山町2-2-7 | なし   |